# 马来亚人民抗日军退伍同志会
马来亚人民抗日军退伍同志会（英語：Malayan People's Anti-Japanese Ex-Comrades Association）是马来亚人民抗日军在日本投降后于1945年成立的复员军人组织。战后，马来亚共产党总书记莱特下令解散马来亚人民抗日军，复员军人决定于1945年12月成立马来亚人民抗日军退伍同志会，由刘尧任副总会长，机关报是《战友报》。
1946年12月22日，马来亚人民抗日军退伍同志会加入全马联合行动理事会，共同反对马来亚联合邦计划。此后，全马联合行动理事会与马来左翼政党联盟人民力量中心结盟，形成声势浩大的反联合邦团体。1947年9月21日，全马联合行动理事会-人民力量中心推出了《人民宪章》作为未来的马来亚宪法的基础。1947年10月，为抗议政府通过的《马来亚联合邦宪法提案》，联盟决定发动总罢市，也就是著名的全马总罢市。
1948年6月紧急状态颁布后，同志会与其他反殖组织一起被取缔。与此同时，马共正式发动武装起义，同志会的主要干部和会员都成为马来亚民族解放军的领导和战士。由此，同志会作为一个合法组织，也就停止存在。